# 노킹 온 헤븐스 도어
노킹 온 헤븐스 도어(Knockin' on Heaven's Door)는 1997년 공개된 독일의 범죄 희비극 영화이다.
영화에서는 불치병을 앓고 있는 두 명의 병원 환자가 서로 친구가 된다. 너무 늦기 전에 바다를 보고 싶어서 로드스터를 훔치고 모험을 시작한다. 몇 번의 지연과 범죄적인 재난 끝에 그들은 마침내 바다 해안에 도달했다. 그들 중 한 명은 곧 죽고, 생존자는 바다를 바라보고 있다.

## 줄거리
시한부 선고를 받은 두 환자 마틴과 루디는 병원에서 우연히 만나 친해진다. 죽음을 앞두고 있다는 사실에 절망하던 중, 루디가 바다를 한 번도 본 적이 없다는 것을 알게 된 마틴은 죽기 전에 꼭 바다를 봐야 한다고 설득한다. 마침내 그들은 병원을 탈출하여 파란색 벤츠 로드스터를 훔쳐 바다를 향한 마지막 여정을 시작한다. 
그들이 훔친 차 트렁크 안에는 거액의 돈이 있었고, 그 돈 때문에 그들은 쫓기는 신세가 된다. 경찰과 갱단 모두 그들을 추격하며, 도망치는 과정에서 총격전이 벌어지기도 한다. 우여곡절 끝에 마틴은 어머니에게 엘비스 프레슬리가 어머니에게 선물한 것과 같은 모델의 핑크색 캐딜락을 선물하려 하지만, 그 과정에서 경찰에게 발각된다. 마틴은 발작하는 척 위장해 구급차에 실리고, 루디와 함께 구급차를 납치하여 다시 바다를 향해 떠난다. 
여행 중 우연히 들른 매춘업소에서 갱단에게 붙잡힌 두 사람은 결국 돈을 빼앗긴 보스 앞에 끌려간다. 하지만 마틴은 돈을 모두 썼고, 여러 사람들에게 나눠 보냈다고 말해 보스를 격분시킨다. 절체절명의 순간, 돈을 받기로 한 거물급 갱스터가 등장하여 그들의 이야기를 듣고는 도망칠 시간을 준다. 
마침내 두 사람은 바닷가에 도착한다. 해변을 걷던 마틴은 그 자리에서 숨을 거두고, 루디는 파도치는 바다를 바라보며 그의 곁을 지킨다.

## 출연

### 주연
- 틸 슈바이거
- 잔 조세프 리퍼스

### 조연
- 티에리 반 베어베케
- 모리츠 블라이브트로이
- 허브 스타펠
- 레오나르드 란싱크
- 랄프 헤르포스
- 코리나 하르포히
- 코넬리아 프로보에스
- 룻거 하우어

## 기타
- 협력프로듀서: 올리버 스톨츠
- 미술: 모니카 바우어트